# Maccabi Tel Awiw (piłka siatkowa)
Maccabi Tel-Awiw – izraelski męski klub siatkarski z Tel-Awiwu. Obecnie występuje w najwyższej klasie rozgrywkowej.

## Osiągnięcia
Mistrzostwa Izraela:
- 1. miejsce (15x): 1976, 1982, 1990, 1991, 1997, 2008, 2009, 2010, 2011, 2012, 2017, 2021, 2022[1], 2023[2], 2024[3], 2025[4]
- 2. miejsce (3x): 2006, 2007, 2013

 Puchar Izraela:
- 1. miejsce (11x): 1993, 1998, 2008, 2009, 2010, 2011, 2012, 2021, 2023[5], 2024, 2025[6]
- 2. miejsce (1x): 2007

 Puchar Challenge:
- 2. miejsce (1x): 2023[7]